# Grafenau (Badenia-Wirtembergia)
Grafenau – miejscowość i gmina w Niemczech, w kraju związkowym Badenia-Wirtembergia, w rejencji Stuttgart, w regionie Stuttgart, w powiecie Böblingen, wchodzi w skład związku gmin Aidlingen/Grafenau. Leży w Heckengäu, nad rzeką Würm, ok. 12 km na zachód od Böblingen.